# Валентар, Винко
Винко Валентар (словен. Vinko Valentar, сербохорв. Винко Валентар родился 21 марта 1934 года в Есенице) — югославский хоккеист, нападающий. Выступал за команду «Акрони Есенице» в чемпионате Югославии. На Олимпийских играх 1964 года провёл 8 игр, забросил шайбу в ворота сборной Австрии (поражение 2:6).